# Neodiplothele irregularis
Neodiplothele irregularis là một loài nhện trong họ Barychelidae. Loài này phân bố ờ Brasil.